# طحالب دوارة
الطحالب الدوارة (الاسم العلمي:Dinophyceae) هي طائفة من الطلائعيات السناخية تتبع فوق طائفة السوطيات الدوارة.

## التصنيف
- الطحالب الدوارة العارية
  - رتبة المتقوصريات
    - فصيلة المتقوصرات
      - جنس دوارة كارين

- - رتبة المغضونيات
    - فصيلة كييسات النار
      - أسرة العيظوماوات
        - جنس العيظومة